# باولينيو دي ألميدا
باولينهو دي ألميدا مواليد 15 أبريل 1932 في بورتو أليغري - الوفاة 11 يونيو 2007، هو لاعب ومدرب كرة قدم برازيلي سابق كان يلعب في مركز الدفاع مع منتخب البرازيل. سبق له أن لعب في كأس العالم لكرة القدم مع منتخب بلاده في مونديال 1954. لعب في الدوري البرازيلي ما يقارب 260 مباراة.
عُرف عن باولينهو لعبه في مركز الدفاع، حيث كان يلعب على الجانب الأيمن من الملعب. ولكنه اشتهر بالمساهمة في هجمات مرتدة متكررة.

## البدايات والمسيرة المهنية
وُلد باولينهو في بورتو أليغري، وبدأ يلعب كرة القدم في سن المراهقة مع نادي باترنون، وهو ناد محلي صغير في بورتو أليغري. ثم اكتشفه أحد أكبر الأندية في المدينة، وهو نادي إنترناسيونال. ووقع عقدًا احترافيًا ولعب مع النادي أربعة مواسم، حصل خلالها على العديد من الألقاب، وفاز بشكل خاص بثلاث مرات متتالية في بطولة ريو غراندي دو سول.
في عام 1954 انضم إلى نادي فاسكو دا غاما في ريو دي جانيرو. واستطاع أن يثبت نفسه كلاعب رئيسي في الفريق. بفضل دفاعه القوي، فاز النادي أيضًا بعدة ألقاب، بما في ذلك بطولتين للولاية وبطولة ريو ساو باولو. أنهى باولينهو حياته المهنية في عام 1964.

## المشاركة الدولية
تم استدعاؤه من قبل المدرب البرازيلي زيز موريرا للمشاركة في كأس العالم في مونديال عام 1954 في سويسرا، حيث خرجت البرازيل في دور الثمانية عندما خسرت أمام المجر (هنغاريا) بنتيجة 4 مقابل هدفين وحصلت على التسلسل السادس في ترتيب الفرق. شارك بعد ذلك في نسختين من بطولة كوبا أمريكا، الأولى في بيرو عام 1957، والثانية في الأرجنتين عام 1959. طوال مسيرته مع المنتخب، لعب في العديد من المباريات، بما في ذلك ثماني مباريات رسمية وثلاث مباريات في كأس كوبا أمريكا، وعدد من المباريات الودية وشارك في بطولة كأس روكا.

## المسيرة الاحترافية

### أندية لعب لها
- نادي إنترناسيونال[8]
- نادي فاسكو دا غاما
- ريفر بليت
- إستوديانتيس دي لا بلاتا

## الإدارة والتدريب
عمل باولينهو مدرّبًا للعديد من الأندية، وقد بدأ التدريب في سن مبكرة في عام 1966 حيث عمل مدربًا لنادي إنترناسيونال ثم مدربًا لنادي فاسكو دا غاما في عام 1968 ونادي أولاريا أتلتيكو عام 1969 ونادي بانغو أتلتيكو وبوتافوغو ريغاتاس عام 1971 وفي عام 1972 درّب نادي فيتوريا ونادي أمريكا البرازيلي ثم درب نادي أولاريا أتلتيكو في عام 1973 ونادي كوريتيبا في عام 1975 ونادي سبورت ريسيفه في عام 1976 ونادي سيارا في عام 1977 ونادي فيلا نوفا في عام 1978 ونادي غريميو بورتو أليغرينزي في عام 1980 ونادي بوتافوغو ريغاتاس في عام 1981 وفي عام 1982 درّب نادي بالميراس ونادي فلومينينسي ثم نادي أتلتيكو مينيرو في عام 1983 ونادي باهيا في عام 1985 وعام 1987، وفي عام 1988 درّب نادي أتلتيكو مينيرو ونادي ساو باولو وفي عام 1995 عمل مدربًا لنادي جوينفيل.

## إنجازات

### بطولات
- بطولة غايشو: ثلاث مرات

نادي إنترناسيونال: 1951 و1952 و1953
- بطولة كاريوكا: مرتان

نادي فاسكو دا غاما: المركز الأول 1956، المركز الأول 1958.
- بطولة ريو ساو باولو: مرة واحدة

نادي فاسكو دا غاما: 1958

### كؤوس
- كأس برناردو أوهيجينز: مرة واحدة عام 1955
- كأس أوزوالدو كروز: مرة واحدة عام 1955
- كأس روكا: مرة واحدة عام 1957

## روابط خارجية
- باولينيو دي ألميدا على موقع الاتحاد الدولي (مؤرشف)  (الإنجليزية)
- باولينيو دي ألميدا على موقع قاعدة بيانات كرة القدم.إي يو (الإنجليزية)
- باولينيو دي ألميدا على موقع ناشيونال فوتبول تيمز (الإنجليزية)
- باولينيو دي ألميدا على موقع Soccerway.com (الإنجليزية)
- باولينيو دي ألميدا على موقع عالم كرة القدم.نت (الإنجليزية)
- باولينيو دي ألميدا على موقع أوليمبيديا (الإنجليزية)